# European Remote-Sensing Satellite

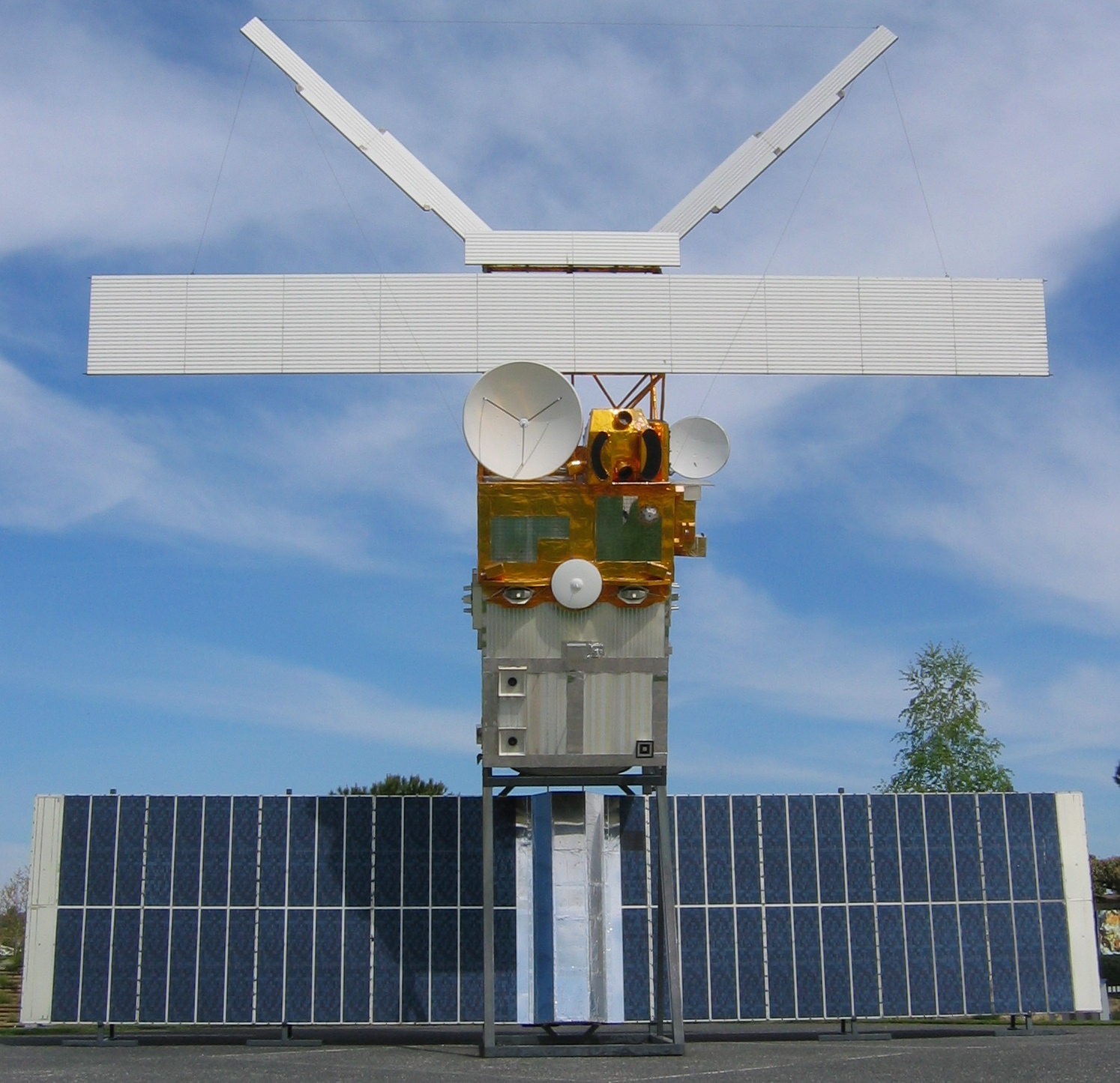
Immagine di ERS-2

European Remote-Sensing satellite (ERS) è il primo satellite sviluppato dall'Agenzia Spaziale Europea per monitorare la Terra dallo spazio. Venne lanciato il 17 luglio 1991 in un'orbita polare orbita eliosincrona ad un'altezza compresa tra i 782 e i 785 chilometri.
ERS-1 trasportava un insieme di strumenti sviluppati per raccogliere informazioni sulla Terra analizzando (terreni, acqua, ghiaccio e atmosfera) utilizzando una varietà di strumenti di misura. Questi includono i seguenti strumenti:
- Un Radar altimetrico operante nella banda Ku
- Un radiometro infrarosso a quattro canali che misura la temperatura dei mari e delle nuvole
- Un analizzatore a microonde
- Un Synthetic aperture radar
- Un misuratore di vento scatterometro

Per una determinazione accurata dell'orbita il satellite include un PRANE (Precision Range and Range-Rate Equipment) e un riflettore laser. Il PRANE non era operativo sino al lancio. Il riflettore laser è stato utilizzato per calibrare il radar altimetrico con una precisione di 10 cm.
Il satellite aveva diverse missioni di diversa durata. Le missioni potevano durare 3 giorni, 35 giorni o 336 giorni. Le missioni di 336 giorni (missioni geodetiche) veniva utilizzate per mappare la topografia dei mari e delle terre emerse.
ERS-1 si è spento il 10 marzo 2000 superando la sua vita utile prevista.

## ERS-2

ERS-2 nei laboratori dell'Agenzia Spaziale Europea

Il suo successore, l'ERS-2, venne lanciato il 21 aprile 1995. Utilizza le stesse infrastrutture del primo ERS con la differenza che oltre agli usuali strumenti include GOME (Global Ozone Monitoring Experiment) uno spettrometro ad assorbimento. Quando ERS-2 venne lanciato condivideva la stessa orbita di ERS-1. I due satelliti erano distanziati di un giorno infatti dove passava ERS-1 ESR-2 sarebbe passato il giorno seguente. ERS-2 svolge missioni di 35 giorni.
ERS-2 funziona senza giroscopi dal febbraio 2001 quindi alcuni dati hanno subito un degradamento delle prestazioni. Il registratore a nastro interno si è guastato il 22 giugno 2003 permettendo agli strumenti di operare solo quando una stazione a terra era visibile. Sono state aumentate la stazioni a terra che ricevono i dati del satellite dato che GOME e lo scatterometro del vento sono attualmente gli unici strumenti del genere in orbita (fino al 2006 quando verrà lanciato il MetOp).
Il successore del ERS-2 è l'Envisat.
Il 21 aprile 2010 ERS-2 ha compiuto 15 anni di attività ed è ancora operativo.
Il 4 luglio 2011 l'ESA ha comunicato che la missione del satellite ERS-2 sarebbe stata da considerarsi completata con l'orbita 84719. La missione è stata terminata il 5 settembre 2011, quando è stato comandato al satellite di bruciare il carburante residuo presente a bordo, per evitare il rischio di future esplosioni e la produzione incontrollata di detriti spaziali. L'orbita di ERS-2, inoltre, è stata abbassata da 785 km a 573 km, dove è inferiore il rischio di collisione con detriti spaziali. Si prevede che il satellite rientrerà in atmosfera fra circa 15 anni, per effetto delle resistenza atmosferica.